# العلاقات البلجيكية الرومانية
العلاقات البلجيكية الرومانية هي العلاقات الثنائية التي تجمع بين بلجيكا ورومانيا.

## مقارنة بين البلدين
هذه مقارنة عامة ومرجعية للدولتين:
| وجه المقارنة                                              | بلجيكا                                                                              | رومانيا                                                                               |
| --------------------------------------------------------- | ----------------------------------------------------------------------------------- | ------------------------------------------------------------------------------------- |
| المساحة (كم2)                                             | 30.53 ألف                                                                           | 238.40 ألف                                                                            |
| عدد السكان (نسمة)                                         | 11.37 مليون                                                                         | 19.59 مليون                                                                           |
| الكثافة السكانية (ن./كم²)                                 | 372.42                                                                              | 82.17                                                                                 |
| العاصمة                                                   | بروكسل                                                                              | بوخارست                                                                               |
| اللغة الرسمية                                             | اللغة الهولندية، لغة فرنسية، اللغة الألمانية                                        | اللغة الرومانية                                                                       |
| العملة                                                    | يورو، فرنك بلجيكي                                                                   | ليو روماني                                                                            |
| الناتج المحلي الإجمالي (بليون دولار)                      | 492.68 مليار                                                                        | 211.80 مليار                                                                          |
| الناتج المحلي الإجمالي (تعادل القوة الشرائية) بليون دولار | 514.74 مليار                                                                        | 465.56 مليار                                                                          |
| الناتج المحلي الإجمالي الاسمي للفرد دولار أمريكي          | 40.32 ألف                                                                           | 9.47 ألف                                                                              |
| الناتج المحلي الإجمالي للفرد دولار أمريكي                 | 43.44 ألف                                                                           | 23.63 ألف                                                                             |
| مؤشر التنمية البشرية                                      | 0.890                                                                               | 0.793                                                                                 |
| رمز المكالمات الدولي                                      | +32                                                                                 | +40                                                                                   |
| رمز الإنترنت                                              | .be                                                                                 | .ro                                                                                   |
| المنطقة الزمنية                                           | توقيت وسط أوروبا، ت ع م+01:00، ت ع م+02:00، توقيت وسط أوروبا الصيفي، أوروبا/بروكسل ‏ | ت ع م+02:00، ت ع م+03:00، أوروبا/بوخارست ‏، توقيت شرق أوروبا، توقيت شرق أوروبا الصيفي ‏ |

## مدن متوأمة
في ما يلي قائمة باتفاقيات التوأمة بين مدن بلجيكية ورومانية:
- ترتبط اودانارد مع بوزاو باتفاقية توأمة منذ 1972.
- ترتبط Écaussinnes [الإنجليزية]‏ مع Săcueni [الإنجليزية]‏ باتفاقية توأمة.
- ترتبط غنت مع براشوف باتفاقية توأمة منذ 1958.[22][22][23][24]
- ترتبط داندرموند مع Târgu Neamț [الإنجليزية]‏ باتفاقية توأمة.
- ترتبط ميشيلين مع سيبيو باتفاقية توأمة.
- ترتبط Bertrix [الإنجليزية]‏ مع Rusca Montană  [لغات أخرى]‏ باتفاقية توأمة.
- ترتبط Affligem [الإنجليزية]‏ مع Valea Chioarului [الإنجليزية]‏ باتفاقية توأمة.
- ترتبط Mouscron [الإنجليزية]‏ مع Miercurea Nirajului [الإنجليزية]‏ باتفاقية توأمة.
- ترتبط هوفاليز مع سيريت باتفاقية توأمة.
- ترتبط ويليويه سانت بيتر مع Pecica [الإنجليزية]‏ باتفاقية توأمة.
- ترتبط تيلت [الإنجليزية]‏ مع رومان، رومانيا باتفاقية توأمة.
- ترتبط تورنهاوت مع  باتفاقية توأمة.
- ترتبط Morlanwelz [الإنجليزية]‏ مع Blaj [الإنجليزية]‏ باتفاقية توأمة.
- ترتبط لوفان مع Cristian, Sibiu [الإنجليزية]‏ باتفاقية توأمة منذ 1 أغسطس 1990.[25][25][25][25]
- ترتبط هاسلت مع Bicaz [الإنجليزية]‏ باتفاقية توأمة.

## منظمات دولية مشتركة
يشترك البلدان في عضوية مجموعة من المنظمات الدولية، منها:
| علم المنظمة | اسم المنظمة                               | تاريخ انضمام بلجيكا | تاريخ انضمام رومانيا |
| ----------- | ----------------------------------------- | ------------------- | -------------------- |
|             | اتفاقية السماوات المفتوحة                 | ?                   | ?                    |
|             | منظمة التجارة العالمية                    | ?                   | 1995                 |
|             | الأمم المتحدة                             | 27 ديسمبر 1945      | 14 ديسمبر 1955       |
|             | حلف شمال الأطلسي                          | 4 أبريل 1949        | 29 مارس 2004         |
|             | الاتحاد الدولي للاتصالات                  | 1866                | 9 فبراير 1866        |
|             | مجلس أوروبا                               | ?                   | 7 أكتوبر 1993        |
|             | وكالة الفضاء الأوروبية                    | ?                   | 23 ديسمبر 2011       |
|             | مجموعة أستراليا                           | 1985                | 1995                 |
|             | المنظمة الأوروبية لسلامة الملاحة الجوية   | 1960                | 1996                 |
|             | الاتحاد الأوروبي                          | 25 مارس 1957        | 2007                 |
|             | الاتحاد البريدي العالمي                   | ?                   | ?                    |
|             | يونسكو                                    | 29 نوفمبر 1946      | 27 يوليو 1956        |
|             | مؤسسة التنمية الدولية                     | 2 يوليو 1964        | 12 أبريل 2014        |
|             | منظمة حظر الأسلحة الكيميائية              | ?                   | ?                    |
|             | وكالة ضمان الاستثمار متعدد الأطراف        | 18 سبتمبر 1992      | 10 سبتمبر 1992       |
|             | منظمة الشرطة الجنائية الدولية             | ?                   | ?                    |
|             | المنظمة الهيدروغرافية الدولية             | ?                   | ?                    |
|             | مؤسسة التمويل الدولية                     | 27 ديسمبر 1956      | 23 سبتمبر 1990       |
|             | البنك الدولي للإنشاء والتعمير             | 27 ديسمبر 1945      | 15 ديسمبر 1972       |
|             | الفريق المعني برصد الأرض                  | ?                   | ?                    |
|             | مجموعة الموردين النوويين                  | ?                   | ?                    |
|             | مركز تنسيق الحركة في أوروبا ‏              | ?                   | ?                    |
|             | منظمة الأمن والتعاون في أوروبا            | 25 يونيو 1973       | 25 يونيو 1973        |
|             | المركز الدولي لتسوية المنازعات الاستشارية | 26 سبتمبر 1970      | 12 أكتوبر 1975       |

## أعلام
هذه قائمة لبعض الشخصيات التي تربطها علاقات بالبلدين:
- ديان فون فورستنبرغ (31 ديسمبر 1946[34][35] – )

## وصلات خارجية
- موقع وزارة الخارجية البلجيكية
- موقع وزارة الخارجية الرومانية